# Tripoli
För andra betydelser, se Tripoli (olika betydelser).
Tripoli (arabiska:Tarabulus eller Tarabulus al-Gharb; äldre svenska Tripolis) är huvudstad i Libyen sedan självständigheten 1951, och även den största staden i landet. Staden ligger i nordvästra Libyen, vid Gabèsbukten i Medelhavet, och har cirka 1,1 miljon invånare (2015).

## Historia
Tripoli grundades som en handelskoloni under 600-talet f.Kr. av fenicier från Tyros under namnet Oea. Tillsammans med Sabratha och Leptis Magna kallades området Tripolitanien (efter grekiskans Τριπολις, "tre städer"). Den kom senare att hamna under Cyrenaika, för att sedan hamna under kartagerna. Tripolitanien bildade östra delen av Karthagos område (Regio syrtica), tillhörde efter det andra puniska kriget (218-202 f.Kr.) de numidiska konungarna och blev efter deras undergång 146 f.Kr. en del av den romerska provinsen Africa. Septimius Severus bildade på 200-talet e.Kr. Provincia Tripolitana med Oea som huvudstad. Vandalerna erövrade staden runt 450 e.Kr., och 534 togs den av Bysantinska riket. År 644 erövrades landet av araberna, och mellan 1146 och 1158 styrdes den av de sicilianska normanderna. Den tillhörde sedan länge Tunis och gjorde sig vid 1400-talets slut självständigt.
1509 erövrades staden av Peter av Navarra, och en spansk ståthållare insattes. 1530 gavs Tripolitanien av Karl V i förläning åt johanniterna, och 1551 erövrades det av turkarna, varefter det blev en sjörövarstat. 1681 besegrades dess flotta vid Chios av amiral Abraham Duquesne, och 1685 bombarderades staden av marskalk Jean II d'Estrées, varefter dess härskare i fredstribut måste erlägga en halv miljon livres. 1714 grundlade Ahmed Karamanli en egen dynasti för Tripoli, som erlade tribut till Turkiet, men uppbar skatt av europeiska makter för att skona deras handelsfartyg. Flera fruktlösa försök att stävja sjöröveriet gjordes: bland annat förstörde fransmännen staden 1728, Förenta staterna förde krig mot Tripolitanien 1801-1805, då en svensk eskader 1802 blockerade Tripoli, och ytterligare ett krig 1815. Först sedan fransmännen 1830 erövrat Algeriet lyckades man få bukt med det tripolitanska sjöröveriet, och 1835 gjorde turkarna slut på det inhemska väldet i Tripoli, avsatte Karamanli-ätten och förvandlade Tripolitanien till en provins. De behöll den till 1911, då Italien på grund av en i september utbruten tvist med Turkiet sände en armé till provinsen. Italienarna annekterade landet genom ett regeringsbeslut den 5 november samma år, vilket godkändes av italienska parlamentet den 23 februari 1912. Efter det kortvariga Tripoliskriget erkände Turkiet vid freden i Ouchy den 15 oktober 1912 Italiens suveränitet över Tripolitanien.
Staden intogs av britterna 1943. Vid Libyens självständighet 1951 blev Tripoli landets huvudstad. Stadens folkmängd har på senare tid ökat kraftigt, och det har växt fram en rad förstäder runt staden. Under 1980-talet decentraliserades flera statliga myndigheter för att lätta pressen på huvudstaden.

## Geografi

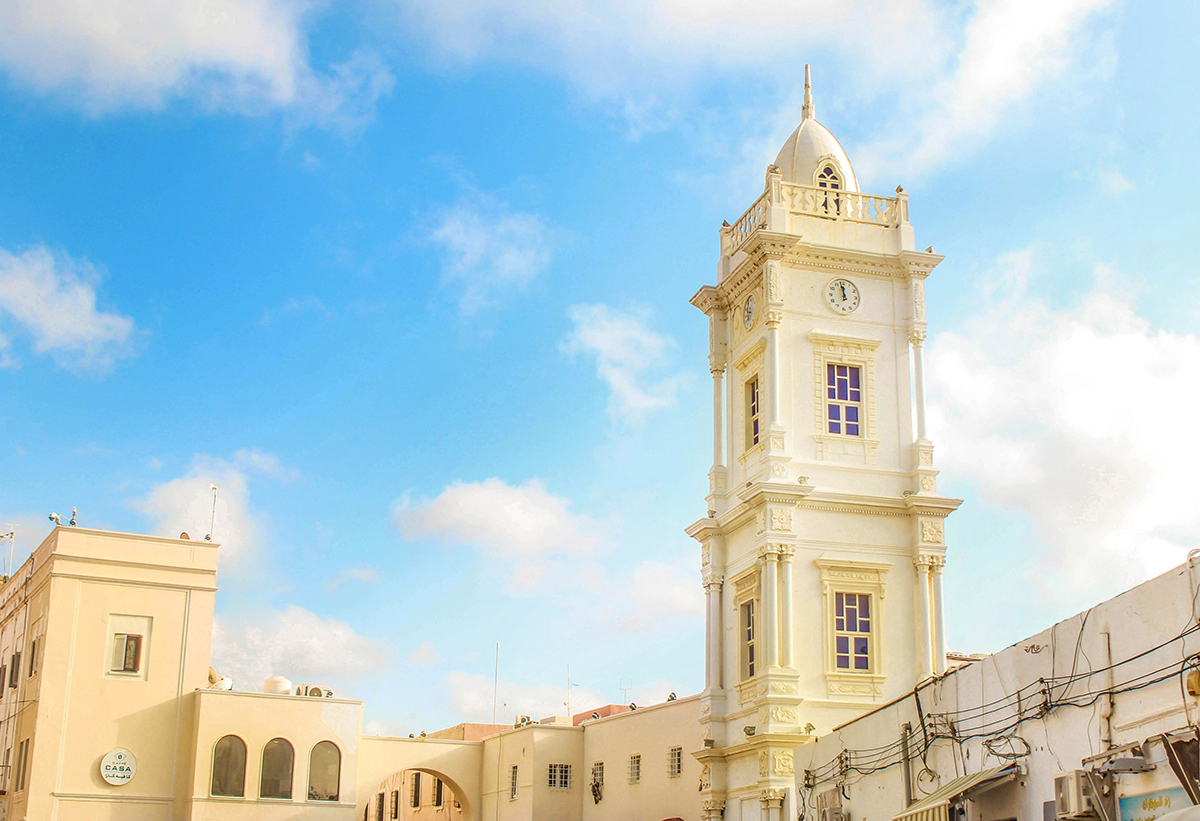
Klocktornet i gamla stan i Tripoli

Tripoli ligger på en halvö i västra Libyen, nära den tunisiska gränsen, vid Medelhavets kust. Staden omfattar en äldre stadsdel, delvis muromgärdad, och en modern, europeisk del. Här finns ett stort kastell och en romersk triumfbåge till Marcus Aurelius och Antoninus Pius ära, med skulpturer av vit marmor och inskrifter, samt flera vackra moskéer, bland annat den stora al-Jami-moskén, invigd 1670, Ahmed Pasha Karamanli-moskén och Gurgi-moskén, som är välkänd för sin vackra arkitektur.

### Klimat
Tripoli har ett subtropiskt stäppklimat med heta, torra somrar och varma, nederbördesrika vintrar.
Normala temperaturer och nederbörd i Tripoli:[källa behövs]
|                                            | Jan | Feb | Mar | Apr | Maj | Jun | Jul | Aug | Sep | Okt | Nov | Dec |
| ------------------------------------------ | --- | --- | --- | --- | --- | --- | --- | --- | --- | --- | --- | --- |
| Normaldygnets maximitemperaturs medelvärde | 18  | 19  | 21  | 24  | 27  | 30  | 32  | 33  | 31  | 28  | 23  | 19  |
| Normaldygnets minimitemperaturs medelvärde | 9   | 9   | 11  | 14  | 17  | 20  | 22  | 23  | 21  | 18  | 13  | 10  |
|                                            |     |     |     |     |     |     |     |     |     |     |     |     |
| Nederbörd                                  | 62  | 32  | 30  | 14  | 5   | 1   | 1   | 0   | 17  | 47  | 58  | 67  |

| Diagram | temperaturer i °C • månadsnederbörd i mm | temperaturer i °C • månadsnederbörd i mm | temperaturer i °C • månadsnederbörd i mm | temperaturer i °C • månadsnederbörd i mm | temperaturer i °C • månadsnederbörd i mm | temperaturer i °C • månadsnederbörd i mm | temperaturer i °C • månadsnederbörd i mm | temperaturer i °C • månadsnederbörd i mm | temperaturer i °C • månadsnederbörd i mm | temperaturer i °C • månadsnederbörd i mm | temperaturer i °C • månadsnederbörd i mm | temperaturer i °C • månadsnederbörd i mm |
|         | 62 18 9                                  | 32 19 9                                  | 30 21 11                                 | 14 24 14                                 | 5 27 17                                  | 1 30 20                                  | 1 32 22                                  | 0 33 23                                  | 17 31 21                                 | 47 28 18                                 | 58 23 13                                 | 67 19 10                                 |

## Näringsliv och kommunikationer
Tripoli är Libyens största och viktigaste hamnstad. I omgivningarna odlas oliver, grönsaker, citrusfrukter, tobak och spannmål. Fiske är en viktig näring, och konserveringsindustrin är väl utvecklad. I staden finns också petroleumraffinaderier och möbelindustri. Staden har ett universitet (sedan 1973) och flera andra högskolor. Tack vare hamnen, goda vägförbindelser och en internationell flygplats tre mil sydväst om staden passerar årligen stora mängder gods genom Tripoli.